# Matías González
Matías González (Artigas, 6 de agosto de 1925 – Montevidéu, 12 de maio de 1984) foi um futebolista uruguaio que jogava como zagueiro. Foi campeão da Copa do Mundo de 1950. Mesmo passando toda a carreira no modesto Cerro e considerado inexperiente, foi titular da Seleção Uruguaia no Maracanaço, onde teve atuação defensiva descrita como "impecável", grudando no artilheiro Ademir de Menezes e anulando também Friaça no primeiro tempo.

## Carreira clubística
Matías González defendeu somente o Cerro, pequeno clube de Montevidéu que jamais venceu o campeonato uruguaio. A equipe subiu em 1946 de volta à primeira divisão do torneio, da qual estava ausente desde o rebaixamento em 1929.[carece de fontes?] Dali até González deixar de jogar oficialmente pelo clube, aos trinta anos, a colocação mais comum foi o quinto lugar, como em 1949, 1950 e 1951, conseguindo como melhor posição o terceiro lugar justamente em 1955 e 1956.[carece de fontes?]

## Seleção
Matías González estreou pela seleção uruguaia em 13 de abril de 1949. A data correspondeu à estreia da Celeste na Copa América de 1949. Foi o único jogador do Cerro convocado à competição;[carece de fontes?] o clube era o último colocado no campeonato uruguaio do ano anterior no momento em que este foi finalizado, após a primeira rodada do segundo turno.
O campeonato uruguaio de 1948 foi interrompido por uma greve que só acabaria já no próprio mês de abril de 1949, quando desenrolou-se aquela Copa América. Assim, decidiu-se que o título caseiro ficaria com o então líder Nacional, e que não haveria o rebaixamento.[carece de fontes?]
A greve fez com que jogadores secundários fossem chamados à Copa América, com juvenis, atletas do interior ou quem não houvesse aderido ao protesto - foi este o caso de González. Na campanha que rendeu apenas um sexto lugar entre oito participantes, González foi titular, assim como o único convocado que terminou chamado também para à Copa do Mundo FIFA de 1950.[carece de fontes?]

### Copa de 1950
Ele, Rubén Morán e Héctor Vilches tornaram-se os primeiros jogadores do Cerro chamados a uma Copa do Mundo FIFA.[carece de fontes?] Deles, González foi o primeiro a estrear, participando de todos os jogos da seleção no torneio. Morán esteve apenas no Maracanaço, o suficiente para fazer do Cerro a terceira equipe mais representada na decisão contra o Brasil, abaixo apenas da dupla Nacional (com três) e Peñarol (seis).
O Uruguai veio à Copa do Mundo com um ambiente turbulento; Obdulio Varela chegou a relatar que os jogadores estiveram próximos de não embarcarem ao Brasil, em protesto contra represálias de dirigentes contra a recente greve. Além disso, o técnico Juan López fora escolhido apenas um mês antes do torneio, após a Celeste Olímpica obter resultados ruins contra os próprios brasileiros, o que, além das derrotas pela Copa Rio Branco, incluíam ainda uma derrota para o Brasil de Pelotas e, em Montevidéu, dois empates contra o Fluminense; os jogadores uruguaios viam-se fora de forma após dois meses de inatividade. Antes da escolha da Associação Uruguaia de Futebol por López, o Peñarol chegara a vetar a convocação de seus jogadores: a AUF desprezava o técnico da equipe aurinegra, o húngaro Emérico Hirschl, desejado pela torcida e mídia. Com pouco tempo para entrosar o time, López chamou exatamente os jogadores que disputaram a Copa Rio Branco semanas antes do mundial.
A Copa Rio Branco desenrolara-se em três partidas, com Matías González jogando todas, repetindo nas duas primeiras a dupla de zaga com Vilches, depois substituído por Eusebio Tejera,[carece de fontes?] que seria o parceiro de González no mundial. A presença de González no time foi favorecida por intervenção de Obdulio Varela, pois González vinha sofrendo boicote de colegas por não ter aderido à greve de 1948. Assim o capitão relatou:
| “ | Passou que esse rapaz não havia nos acompanhado na greve de 1948. Pelo contrário, furou. São coisas dos homens, cada um sabe sobre si, não gosto de julgar ninguém como se fosse Deus. Além do mais, eu entendia que toda essa história da greve havia passado. Matías era um bom jogador, um jogador necessário. E não era mau companheiro. Eu tinha que trabalhar pela unidade do grupo, porque enfrentaríamos os melhores. Os outros tinham colocado Matías de lado, não conversavam com ele, deixavam no vácuo. Isso não poderia seguir assim, estávamos prejudicando todos. E um dia no qual encontrei Matías bebendo cerveja sozinho, de lado, eu resolvi chamar a todos e disse algo muito simples: não estávamos para discutir o passado, mas para sairmos como campeões do mundo. Olhei a Matías, olhei aos demais, e me saiu aquilo de que ‘os orientales nunca bebem sozinhos’. Coisa de quem já andou muito pelas ruas. E o assunto se resolveu, de início mais ou menos, depois com todos. | ” |

González foi herói em um complicado jogo contra a Espanha, já no quadrangular final. Os sul-americanos começaram ganhando, mas sofreram a virada e precisarem de um chute arriscado de longa distância de Obdulio Varela para empatar nos últimos vinte minutos. O zagueiro salvou em cima da linha o que poderia ter sido a vitória espanhola no último lance.
No Maracanaço, González era o jogador uruguaio de linha mais recuado, não saindo muito além da meia-lua. Foi o encarregado de marcar pessoalmente o artilheiro Ademir de Menezes, grudando nele com o apoio de Víctor Rodríguez Andrade pela esquerda, Schubert Gambetta pela direita e Tejera pelo centro. González também anulou Friaça no primeiro tempo, em que a tática uruguaia funcionou para impedir as tabelas entre Ademir, Zizinho e Jair da Rosa Pinto, jogadas-chave para as goleadas impostas pelos brasileiros nas partidas prévias à decisão.

### Após a Copa
O Uruguai só voltou a fazer partidas no ano de 1952, pelo Campeonato Pan-Americano daquele ano, de março a abril.[carece de fontes?] Matías González, novamente, foi convocado e foi o único zagueiro uruguaio titular absoluto, com sua dupla sendo revezada entre Vilches, Juan Carlos González e José Santamaría. A Celeste ficou em terceira,[carece de fontes?] sendo derrotada por 4-2 pelo campeão Brasil, que na época encarou o resultado como uma vingança pelo Maracanaço, a primeira de diversas partidas vistas como algo do tipo.
González foi o zagueiro uruguaio titular absoluto também na Copa América de 1953, com William Martínez sendo seu parceiro mais frequente. O Uruguai terminou em terceiro; González terminou não convocado à Copa do Mundo FIFA de 1954, perdendo a titularidade na Celeste: foi convocado à Copa América de 1955, mas atuou em somente uma partida, justamente na goleada de 6-1 sofrida para a campeã Argentina. Os uruguaios ficaram em quarto.[carece de fontes?]
González jogou pela última pela seleção em 10 de outubro de 1956,[carece de fontes?] data de derrota de 2-1 para a Argentina em Paysandú. Havia ficado de fora da Copa América daquele ano, realizada em janeiro no Uruguai e ganha pelo país.[carece de fontes?]

## Após parar
Matías González passou a trabalhar como funcionário público do Congresso Nacional, ganhando um bom salário sem muito trabalho. Desenvolveu problemas com o alcoolismo e faleceu em 12 de maio de 1984.

## Títulos
- Copa do Mundo de 1950